# Trechus cuniculorum
Trechus cuniculorum är en skalbaggsart som beskrevs av Mequignon 1921. Trechus cuniculorum ingår i släktet Trechus, och familjen jordlöpare. Arten förekommer tillfälligt i Sverige, men reproducerar sig inte.